# Perform
Unter dem Namen Perform erschien zwischen Dezember 1999 und Dezember 2002 ein Online-Rezensionsjournal zur Geschichte der Frühen Neuzeit. Herausgeber waren Gudrun Gersmann und Matthias Schnettger. Am Aufbau des Journals war ferner Gregor Horstkemper maßgeblich beteiligt.
Seit April 2001 verfügte das Journal mit Peter Helmberger über einen „Geschäftsführenden Redakteur“.
Das Journal war Bestandteil des Servers Frühe Neuzeit (sfn), eines Kooperationsprojekts des Historischen Seminars der Ludwig-Maximilians-Universität München und der Bayerischen Staatsbibliothek München. Der sfn wurde gefördert von der Deutschen Forschungsgemeinschaft (DFG). In insgesamt 24 Ausgaben wurden 332 Rezensionen publiziert.
Das Journal erschien zunächst zweimonatlich, ab November 2001 monatlich.
Zwischen Dezember 1999 und März 2001 erfolgte die Publikation der Rezensionen in Kooperation mit der Mailing-Liste H-Soz-u-Kult. Seit November 2001 erschienen die Rezensionen parallel als Bestandteil des neuen Online-Rezensionsjournals sehepunkte. Mit der Dezember-Ausgabe 2002 wurde das Erscheinen eingestellt. Die Rezensionen erscheinen seit diesem Zeitpunkt weiterhin als Bestandteil des Online-Rezensionsjournals sehepunkte. Die publizierten Beiträge sind erreichbar über eine Archivseite von Perform.